# Acquaforte
Acquaforte es un tango compuesto en 1931, cuya letra pertenece a Juan Carlos Marambio Catán, en tanto que la música es de Horacio Pettorossi. Su letra hace la descripción de un cabaré y es uno de los pocos tangos cuyo escenario no es de Buenos Aires, sino de la ciudad de Milán, Italia. José Gobello lo calificó como “uno de los grandes clásicos del género”.

## Los autores
Juan Carlos Marambio Catán (Bahía Blanca, provincia de Buenos Aires, Argentina, 30 de julio de 1895 – Mendoza, Argentina, 15 de febrero de 1973) fue un cantor y compositor de tangos. Es conocido por haber colaborado con Enrique Santos Discépolo en una letra para el tango El choclo.
Horacio Pettorossi ( Buenos Aires, Argentina, 21 de octubre de  1896 – Mar del Plata, provincia de Buenos Aires, 25 de diciembre de 1960 ) fue un director de orquesta, guitarrista y compositor dedicado al género del tango.
Excelente ejecutante de guitarra, actuó en varias orquestas (incluyendo algunas bajo su propia dirección) y realizó el acompañamiento de diversos cantantes, entre los cuales estuvo Carlos Gardel. Entre sus obras se recuerdan Esclavas blancas  (1931), Fea con Alfredo Navarrine (1941), Galleguita con Alfredo Navarrine (1941), Lo han visto con otra (1928) y Silencio con Carlos Gardel y Alfredo Le Pera (1932).

## Historia
Cuenta Marambio Catán que, en 1931, después de terminar sus actuaciones en El Cairo durante una gira que había abarcado varios países, embarcó en Alejandría rumbo a Génova y de allí en tren a Milán. En esta ciudad se encontró con Pettorossi y fueron a festejar al cabaré Excelsior donde, mientras recordaban cosas de su país, el músico le tarareó una melodía que se le había ocurrido en esos días. Acordaron que le pusiera letra Marambio Catán y este, observando que las mujeres que atendían al público en el lugar les prestaban poca o ninguna atención –hecho que atribuyó a que estaban viejos o, por lo menos, avejentados- comenzó a desarrollar el cuadro de lo que esa noche estaba viendo en el local.
Cuando quisieron publicar la obra, fue rechazada por la censura del gobierno que encabezaba Benito Mussolini, porque entendían que la canción era de ideología anarquista. Sin embargo, mediante gestiones que hizo un sacerdote amigo de Pettorosi, consiguieron la aprobación a condición de que el título llevara la aclaración "Tango Argentino", ya que –decían- lo que narraba la letra no ocurría en Italia. Fue traducida al italiano, estrenada con éxito en la voz del tenor Gino Franzi y posteriormente traducida al francés.

## Su nombre
Acquaforte es la palabra en italiano equivalente a Aguafuerte, una modalidad de grabado que se efectúa dibujando con un estilete de punta cónica muy afilada una plancha o lámina de aleación metálica, habitualmente de hierro, zinc y, más frecuentemente, cobre recubierta con una fina capa de barniz protector, o de cera, sin penetrar en el metal. Posteriormente se sumerge la lámina con su barniz en una solución de agua y ácido nítrico, la cual recibe el nombre del aguafuerte propiamente dicho. Esta técnica fue llevada a la perfección por Francisco de Goya, por lo que quedó ligada a la representación de escenas costumbristas.

## El escenario de Acquaforte
La primera estrofa de este tango (“Es medianoche, el cabaret despierta, muchas mujeres luces y champagne, va a comenzar la eterna y triste fiesta de los que viven al ritmo de un gotán”) mete de lleno al oyente en el tema de la obra, describe el escenario y nos dice que en ella el cabaret no es alegre, no es el lugar de la amistad, la alegría o las historias de amor: es “la eterna y triste fiesta”.

## Opiniones sobre su significado
Julio César Páez escribe:

“Otro tango que ejemplifica las desigualdades sociales de aquellos años es…«Acquaforte»…Marambio Catán… demuestra su sensibilidad, sus inquietudes sociales, en este verdadero aguafuerte que grafica la vida nocturna de la Reina del Plata, destacándose la estrofa que dice: «Un viejo verde que gasta su dinero/ emborrachando a Lulú con su champán,/ hoy le negó el aumento a un pobre obrero/ que le
pidió un pedazo más de pan».”

Eduardo Giorlandini dice que este tango:

“se inscribe en la línea de los tangos de protesta, de la llamada literatura comprometida o literatura social. Son muchos los temas y los autores; entre ellos Discépolo, Flores y Linyera. Algunos de estos autores fueron anarquistas azules, es decir anarquistas pacíficos y literarios, cuando no cristianos.”

Refiriéndose a los tangos Pordioseros (de Guillermo Barbieri) y Acquaforte escribió Javier Campo:

“El pasaje más recordado de Acquaforte es el que relata el gasto suntuario de un industrial que, al mismo tiempo, le niega el aumento “a un pobre obrero que le pidió un pedazo más de pan”. La obscenidad de las clases dominantes se vierte en esta protesta de la indignación…. Marambio Catán (y Guillermo Barbieri) no llevaban una vida política y militante, pero tampoco eran de piedra. Los conmovía la injusticia. Estos artistas tomaron, al menos en estos dos tangos, un compromiso con la sociedad para dar testimonio del malestar que la opulencia generaba en el pueblo trabajador. Esta actitud probablemente no generaría ningún cambio social, ni mucho menos un corrimiento en la sensibilidad de los poderosos, pero dejaría a las generaciones venideras un documento de la situación social y un antecedente de que no todo son rosas, amores y parranda en el tango. Hubo algunos poetas que se sintieron tocados por el padecimiento de “las madres que sufren, los hijos que vagan sin techo, sin pan...”.

Por su parte, Manuel Adet ve en el tango “el desencanto, el aburrimiento de una vida vacía, la sensación amarga del fracaso…la soledad se confunde con la vejez y la vejez es el anticipo de la muerte, un sentimiento que se expresa como contraste en un escenario donde supuestamente hay música, risas y fiesta…El personaje está derrotado, vencido, presiente que no tiene retorno y mira al mundo con los ojos del desconsuelo”.

## Grabaciones
Hay versiones de Acquaforte grabadas por Agustín Magaldi, Carlos Gardel, Osvaldo Pugliese con Miguel Montero (1958), El Caballero Gaucho, Jorge Durán, Edmundo Rivero con Horacio Salgán y de Luis Cardei, entre otras.